# Piazza Civica (Lubiana)
Piazza Civica (in sloveno Mestni trg) è una delle piazze principali della città di Lubiana.
Nel Medioevo piazza Civica, assieme a piazza Nuova e piazza Vecchia, era uno dei tre nuclei urbani che componevano Lubiana.
La piazza ha una forma allungata e nell'estremità meridionale ospita la fontana dei Tre Fiumi carniolani di Francesco Robba. L'edificio principale che s'affaccia sullo slargo è il municipio. Di fronte ad esso si trova la casa Krisper, dove Julija Primic, la musa del poeta romantico sloveno France Prešeren, nacque nel 1816. Nella stessa casa visse il compositore Gustav Mahler tra il 1881 e il 1882, quando era direttore d'orchestra al teatro provinciale della Carniola situato in piazza del Congresso.
Nella piazza adiacente di Cirillo e Metodio (Ciril-Metodov trg) si trova la cattedrale di Lubiana.